# IC 2275
IC 2275 је појединачна звијезда у сазвјежђу Рак која се налази на листи објеката дубоког неба у Индекс каталогу.
Деклинација објекта је + 18° 24' 41" а ректасцензија 8h 18m 13,7s.